# Nezumia semiquincunciata
Nezumia semiquincunciata es una especie de pez de la familia Macrouridae en el orden de los Gadiformes.

## Morfología
• Los machos pueden llegar alcanzar los 27 cm de longitud total.

## Hábitat
Es un pez de aguas profundas que vive entre 450-455 m de profundidad.

## Distribución geográfica
Se encuentra en el Mar de Andaman, la Bahía de Bengala, Zanzíbar y Mozambique.